# فاليريكا غامان
فاليريكا غامان (بالرومانية: Valerică Găman) (مواليد 25 فبراير 1989) هو لاعب كرة قدم. لعب سابقاً مع نادي الشباب السعودي و مع منتخب رومانيا لكرة القدم. سبق له أن لعب في بطولة أمم أوروبا لكرة القدم 2016 مع منتخب بلاده.

## روابط خارجية
- فاليريكا غامان على موقع الاتحاد الأوربي (الإنجليزية)
- فاليريكا غامان على موقع اتحاد تركيا (لاعب) (الإنجليزية)
- فاليريكا غامان على موقع قاعدة بيانات كرة القدم.إي يو (الإنجليزية)
- فاليريكا غامان على موقع ناشيونال فوتبول تيمز (الإنجليزية)
- فاليريكا غامان على موقع Soccerway.com (الإنجليزية)
- فاليريكا غامان على موقع عالم كرة القدم.نت (الإنجليزية)
- فاليريكا غامان على موقع AS.com (الإسبانية)